# وزارت خزانه‌داری (ژاپن پیشامدرن)
وزارت خزانه‌داری یا اوکورا-شو (به ژاپنی: 大蔵省, Ōkura-shō)، (به معنی اداره خزانه‌داری بزرگ) یکی از هشت وزارتخانه هاشّو はっしょう (八省) و یک بخش از دولت دربار امپراتوری در کیوتو از قرن هشتم ژاپن بود، در دوره آسوکا تأسیس شد و در دوره هی‌آن رسمیت یافت. وزارتخانه در دوره میجی جایگزین شد.